# ЭКИП
ЭКиП (сокр. от ЭКология и Прогресс) — проект многофункционального безаэродромного летательного аппарата схемы «летающее крыло», с дисковидным фюзеляжем и применением в качестве шасси воздушной подушки. Относится к классу экранолётов, изобретён в СССР Л. Н. Щукиным в начале 1980-х годов. Использование схемы «летающего крыла» призвано было обеспечить полезный внутренний объём существенно больший, чем у самолётов равной грузоподъёмности. Также ожидались повышенная комфортность и безопасность полётов, существенно меньшие расход топлива и эксплуатационные расходы.

## Описание

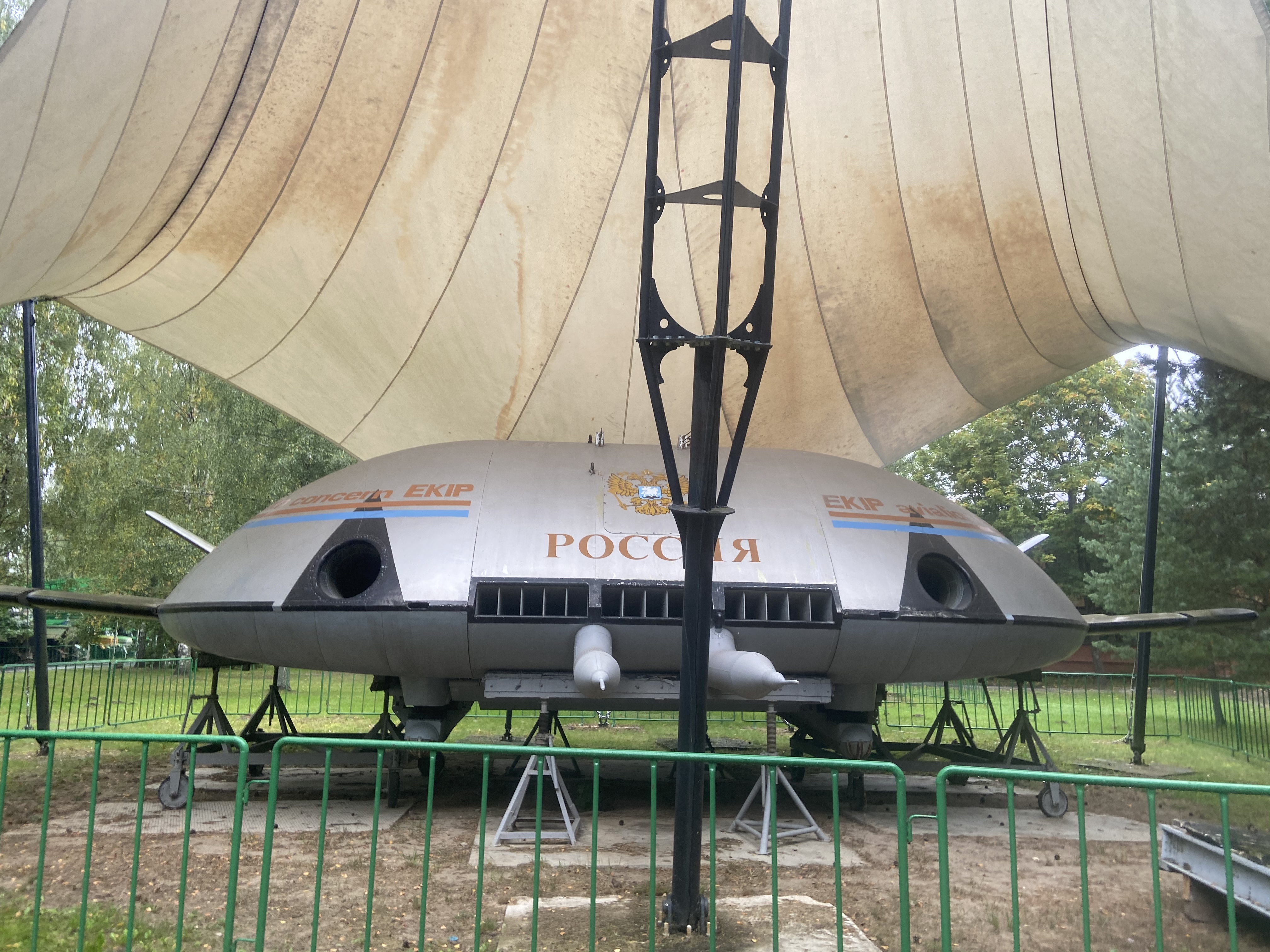
ЭКИП, Государственный военно-технический музей, Черноголовка, Московская область

Расчётная дальность полета аппарата — до 6000 км при крейсерской скорости 610 км/ч. «ЭКИП» должен был осуществлять полет в режиме экраноплана вблизи поверхности земли или воды и на высотах от 3 до 11 000 метров со скоростью от 120 до 700 км/ч.
Планировалось создать несколько модификаций аппарата со взлетной массой от 12 до 360 тонн и полезной нагрузкой от 4 до 120 тонн.
Безаэродромная эксплуатация достигалась применением в качестве шасси воздушной подушки. Длина разбега аппаратов на любой поверхности: по воде, болотистой местности, песку, снегу, — не должна была превышать 600 метров. При отключении всех маршевых силовых установок аппарат должен был совершить безопасную посадку на неподготовленные грунтовые площадки или на воду даже на одном вспомогательном двигателе.
Силовая установка в зависимости от модификации могла включать два и более маршевых двухконтурных турбореактивных двигателя и несколько вспомогательных двухгенераторных турбовальных двигателей.
Для уменьшения аэродинамического сопротивления планировалась система управления пограничным слоем, основанная на принципе отсоса вихрей внутрь корпуса для обеспечения безотрывного аэродинамического обтекания аппарата и его движения в ламинарном аэродинамическом потоке с меньшим сопротивлением. Система была нацелена на обеспечение низкого аэродинамического сопротивления и устойчивости аппарата при низком уровне энергозатрат (в 6—8 % от тяги вспомогательных двигателей) на углах атаки вплоть до 40° (как в крейсерском, так и во взлётно-посадочном режимах полёта).

## Конструкция
Применена дополнительная плоскосопельная реактивная система для управления аппаратом на малых скоростях и во взлётно-посадочных режимах.
Особенностью конструкции является наличие специальной системы стабилизации и снижения лобового сопротивления, выполненной в виде вихревой системы управления течением пограничного слоя, обтекающего кормовую поверхность аппарата; необходимость системы стабилизации и снижения лобового сопротивления обусловлена тем, что корпус аппарата, выполненный в форме толстого крыла малого удлинения, с одной стороны, обладает высоким аэродинамическим качеством и способен создавать подъёмную силу в несколько раз выше, чем тонкое крыло, с другой — имеет низкую устойчивость из-за срыва потоков и образования зон турбулентности.
Перспективы
По оценке специалистов DASA, при использовании композитных материалов относительный вес корпуса к взлётному весу будет на треть ниже, чем для самолётов. Достигается это тем, что схема «летающее крыло» позволяет равномерно распределить нагрузки на весь корпус экранолёта. Применение углепластика позволит существенно снизить акустическую, тепловую и радиолокационную заметность аппарата.

### Двигатель
Двухрежимный двигатель АЛ-34 заправляется керосином, водородом, а также — специальным экономичным водно-эмульсионным топливом.
Специальное топливо состоит из:
- Воды (на 10—58 %)
- Углеводородов (низкосортный бензин, либо продукты природного или попутного газа)
- Специального эмульгатора.

Общее октановое число спецсостава равно 85.

## Модификации аппарата
Были предусмотрены как гражданские модификации ЭКИП (для пассажирских перевозок вплоть до 1200 человек, для транспортных перевозок, беспилотный аппарат патрульной службы по мониторингу катастроф), так и военные: машина десанта (в противолодочном, патрульном, десантном вариантах), боевая машина и т. д.
Гражданские
- Беспилотный летательный аппарат: ЭКИП-АУЛА Л2-3, ЭКИП-2;
- Для пассажирских перевозок (2 и более человек);
- Для транспортных перевозок;
- Аппарат патрульной службы по мониторингу катастроф и обнаружению лесных пожаров: ЭКИП-2П.

Военные
- Машина десанта (в противолодочном, патрульном, десантном вариантах).
- Боевая машина.

Диапазон вооружений, который может быть установлен на ЭКИП, велик ввиду большой грузоподъёмности и высокой манёвренности аппарата.

## Реализация проекта
В 1993 году завершалось строительство 2 полноразмерных аппаратов ЭКИП с полным взлётным весом в 9 тонн, тогда же Правительство России приняло решение о финансировании проекта.
Губернатор Саратовской области Д. Ф. Аяцков выступил с инициативой начать серийное производство, она была поддержана на госуровне Министерством оборонной промышленности, министерством обороны (головной заказчик) и министерством лесного хозяйства.
В 1999 году разработка аппарата ЭКИП (в Королёве) была включена отдельной строкой в бюджет страны, однако финансирование было прервано и деньги не были получены.
Создатель ЭКИПа Лев Щукин переживал за судьбу проекта и, после многочисленных попыток продолжить проект на личные средства, умер от сердечного приступа в 2001 году.
При полном отсутствии интереса со стороны российского государства руководство саратовского авиационного завода, находящегося в критическом финансовом состоянии и входящего в концерн «ЭКИП», начало искать инвесторов за рубежом.
В январе 2000 года директор Саратовского авиазавода Александр Ермишин провёл успешные переговоры в США, штат Мэриленд; на территории базы ВМФ США он выступил перед американскими военными и авиастроителями. Несколькими годами ранее ему и генеральному конструктору концерна было выдано предложение построить в США завод, так как предполагаемый рынок аппаратов класса ЭКИП в США оценивался в 2—3 миллиарда долларов. Стороны договорились о партнёрском сотрудничестве; условие Ермишина о финансировании параллельного производства в России американской стороной было отвергнуто.
С 2003 года работы по созданию ЭКИПа на саратовском авиазаводе были остановлены, ввиду отсутствия средств.
Создан российско-американский летательный аппарат на основе ЭКИПа; его лётные испытания планировались на 2007 год в Мэриленде.
Консорциум, объединяющий несколько европейских и российских исследовательских групп из университетов и промышленных предприятий, получил грант на проведение исследования течений, создаваемых крылом, подобным обтекателю ЭКИПа. Рабочее название проекта — «Вихревая ячейка-2050» (англ. Vortex Cell 2050). Исследования идут в рамках европейской целевой программы финансирования FP6.

## Лётно-технические характеристики некоторых проектов ЛА ЭКИП
| Наименование характеристики                             | модификации    | модификации    | модификации    | модификации         | модификации             | модификации                        |
|                                                         | Л2-3           | ЛЗ-1           | ЛЗ-2           | БПЛА ЭКИП-АУЛА Л2-3 | БПЛА ЭКИП-2             | ЭКИП-2П (2-местный) на базе ЭКИП-2 |
| ------------------------------------------------------- | -------------- | -------------- | -------------- | ------------------- | ----------------------- | ---------------------------------- |
| Полный взлётный вес (тонн)                              | 12             | 45             | 360            | 0,280—0,350         | 0,820 / 0,850           | 1,00                               |
| Грузоподъёмность (тонн/пасс.)                           | 4,0/40         | 16/160         | 120/1200       |                     |                         |                                    |
| Полезная нагрузка (кг)                                  |                |                |                |                     | 70                      | 2х местный                         |
| Скорость полёта (км/ч)                                  | 610            | 610            | 610            | 180, 300 макс.      | 250, 300 макс.          | 250, 300 макс.                     |
| Взлётная скорость (км/ч)                                |                |                |                | 108                 | 118                     | 100                                |
| Посадочная скорость (км/ч)                              |                |                |                |                     | 95                      | 95                                 |
| Высота полёта (м)                                       | 11500          | 11500          | 11500          | 3000                | 20 / 5500               | 20 / 5000                          |
| Время полёта (час.)                                     |                |                |                | 2                   | 4                       | 3                                  |
| Дальность полёта (км)                                   | 2500           | 4000           | 6000           |                     |                         |                                    |
| Топливо (кг)                                            | 2700           | 14000          | 127200         | 105                 |                         |                                    |
| Длина (м)                                               | 11,33          | 22             | 62             | 2,03                | 3,243                   | 3,6                                |
| Размах несущего корпуса (м)                             | 18,64          | 36,2           | 102            | 3,66                | 5,848                   | 6,482                              |
| Высота (м)                                              | 3,73           | 7,25           | 20,4           | 0,71                | 1,282                   | 1,423                              |
| Двигатели                                               | АЛ-34 2×PW 300 | 2×Д436 2×АЛ-34 | 6×Д18Т 8×АЛ-34 | 1 (МД-120)          |                         |                                    |
| Тяга (тонн)                                             | 2×2.35         | 2×9.0          | 6×25           | 1×0,120             |                         |                                    |
| Тяговооружённость                                       | 0,39           | 0,41           | 0,42           |                     |                         |                                    |
| Тяга управляющих двигателей (макс., кг)                 |                |                |                | 10                  |                         |                                    |
| Расход топлива в крейсерском режиме полёта, (г/пасс-км) | 15             | 15             | 15             |                     |                         |                                    |
| Площадь воздушной подушки (м²)                          | 45,6           | 170            | 1368           | 1,71                |                         |                                    |
| Нагрузка на крыло (кг/м²)                               | <125           | <125           | <125           |                     |                         |                                    |
| Удельное давление на грунт (кг/м²)                      | <265           | <265           | <265           | 205                 | 187                     | 182                                |
| Длина разбега (м)                                       | до 450         | до 475         | до 600         | до 160              | грунт — 180; вода — 230 | грунт — 180; вода — 230            |
| Длина посадочной дистанции (м)                          |                |                |                |                     | грунт — 180; вода — 120 | грунт — 100; вода — 120            |
| Взлётно-посадочная полоса                               | грунт, вода    | грунт, вода    | грунт, вода    | грунт, вода         | грунт, вода             | грунт, вода                        |